# چشم‌آبی مرداب
چشم‌آبی مرداب (نام علمی: Pseudomugil paludicola) نام یک گونه از سرده ماهی‌های چشم‌آبی است.